# نیدروایس
نیدروایس (به آلمانی: Niederweis) یک شهر در آلمان است که در بیتبورگ-پروم واقع شده‌است.